# بونانو بيزانو
بونانو بيسانو نحات إيطالي، نشط في سبعينيات وثمانينيات القرن التاسع عشر، مزج العناصر البيزنطية والعناصر الكلاسيكية. عزا إليه جورجيو فاساري بناء برج بيزا المائل.
ولد بيسانو في بيزا وعمل هناك معظم حياته. في ثمانينيات القرن التاسع عشر غادر إلى مونريالي في صقلية، حيث أكمل أبواب الكاتدرائية قبل أن يعود إلى بيزا حيث توفي.
دفن بيزانو عند سفح البرج المائل، اكتشف تابوته الحجري في عام 1820. ساهم بونانو في بناء برج بيزا عام 1175 بعد عام واحد من بداية البناء.

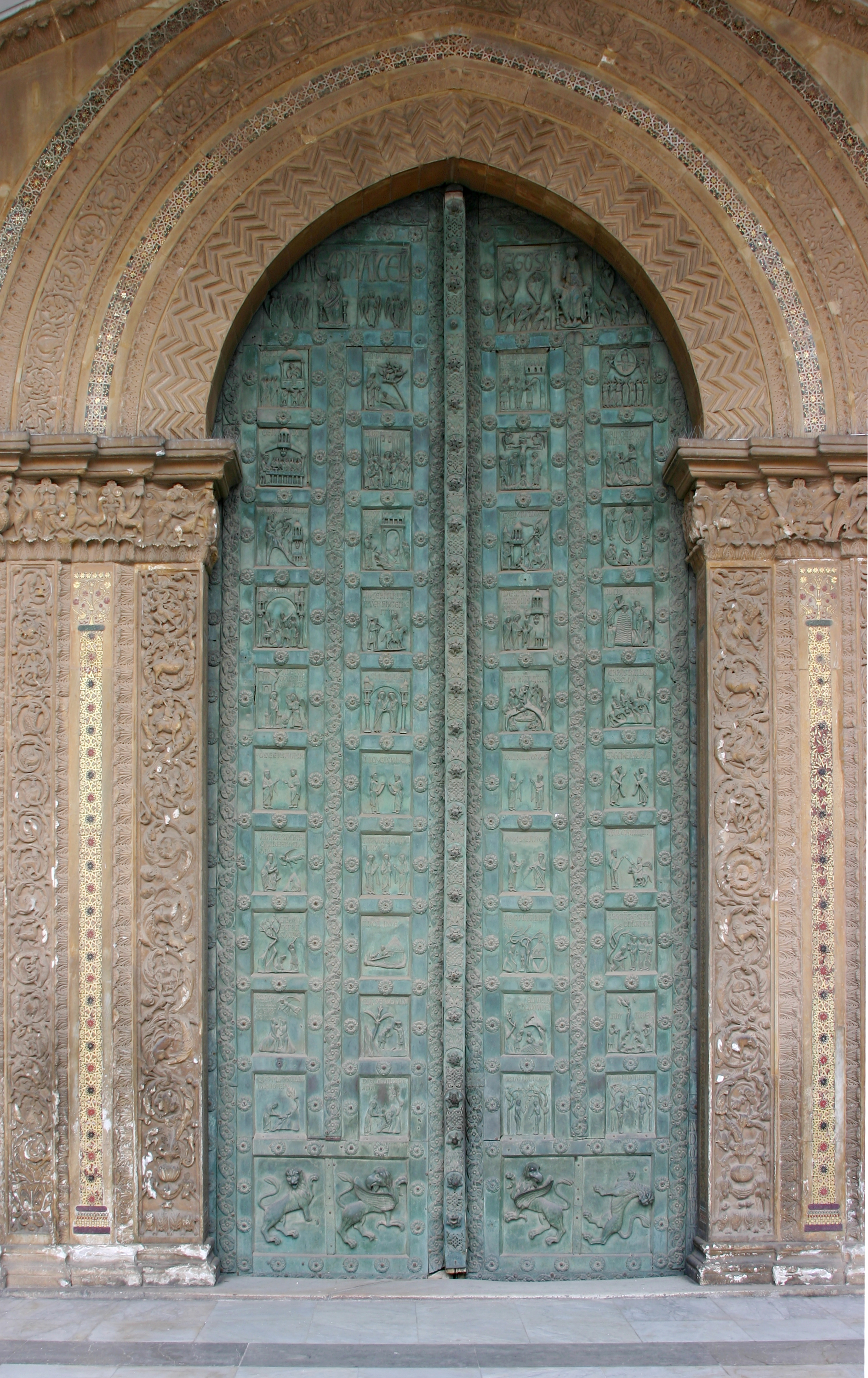
كاتدرائية مونريالي